# 李雅婷
本名:李雅婷 (曾改名李宥芸) 藝名：李雅婷，台灣女演員。妹妹同為演員兼歌手李沛綾。

## 簡歷
生日：08.13
語言：中文、閩南語（英文略可）
籍貫： 中華民國臺灣
身高：160cm 體重:68kg
15歲即進入演藝圈半工半讀（於東方工商肄業）
過程：豬哥亮全省巡迴秀，大陸洪山體育館演唱秀，泰國為臺灣921募款巡迴秀，以及臺灣各地歌廳秀、晚會、工地秀，等等......。 
2003年3月12日於馬來西亞得到亞洲最佳女演員。
曾與林鷹導演交往，男方於2019年7月過世。

## 唱片專輯
大家不計較(華特唱片2000年)

## 廣告
2017年8月 中元節家樂福篇(藍正龍的媽媽)、
EASY SHOP廣告、
2024年8月 與戴資穎前進巴黎奧運｜TOYOTA與你一起為台灣選手加油!!
```
    目前Youtube上能看到
```

## 談話節目
《命運好好玩》、《震震有詞》、《新聞哇挖挖》、《綜藝大集合(民視胡瓜主持)》、《超級冰冰秀》、《我愛冰冰秀》、《超級夜總會(澎恰恰主持)》
```
     以上目前Youtube皆能看到
```

## 電影
| 年份   | 片名       | 飾演     |
| ------ | ---------- | -------- |
| 2016年 | 人生按個讚 | 王林雪枝 |

## 電視劇
| 年份   | 頻道       | 劇名         | 飾演          |
| ------ | ---------- | ------------ | ------------- |
| 1989年 | 台視       | 天眼         |               |
| 1993年 | 華視       | 包青天       | 單元演出      |
| 1995年 | 台視       | 故鄉之戀     |               |
| 1996年 | 台視       | 台灣靈異事件 | 單元演出      |
| 1997年 | 中視       | 阿爸的私房錢 |               |
| 1997年 | 民視       | 菅芒花的春天 |               |
| 1997年 | 華視       | 施公奇案     | 單元演出      |
| 1999年 | 大愛電視台 | 失落的名字   |               |
| 1999年 | 中視       | 凍頂黑狗兄   |               |
| 1999年 | 民視       | 親戚不計較   | 陳月英 王月英 |
| 2004年 | 民視       | 意難忘       | 許淑珍 楊淑珍 |
| 2014年 | 中視       | 月亮上的幸福 | 李雅琴        |
| 2023年 | 民視       | 愛的榮耀     | 蕊姨          |
| 現正   | 三立電視台 | 戲說臺灣     | 單元演出      |